# Université de musique de Kunitachi
L'université de musique de Kunitachi (国立音楽大学, Kunitachi Ongaku Daigaku) est une école supérieure de musique privée située à Tokyo au Japon, fondée en 1926 en tant que conservatoire de musique de Tokyo.
Elle est située dans le quartier Kashiwa-cho, de la ville de Tachikawa à Tokyo.

## Anciens élèves connus
- Masamichi Amano, compositeur
- Michiru Ōshima, compositrice, arrangeuse, chef d'orchestre et parolière japonaise.
- Ahn Eak-tae, compositeur et chef d'orchestre
- Masashi Fujimoto, acteur, chanteur, musicien et comédien
- Kōmi Hirose, chanteur
- Joe Hisaishi, compositeur et réalisateur
- Yukihiro Ikeda, joueur de tuba
- Mayumi Miyata, joueur de shō
- Nozomi Takeuchi, mannequin
- Takehiro Honda, pianiste de jazz
- Yōsuke Yamashita, pianiste de jazz
- Seiji Yokoyama, compositeur
- Mimori Yusa, chanteur auteur-compositeur
- Masayuki Hiizumi (H Zett M), pianiste, ex-Tokyo Incidents, à présent pianiste de PE'Z
- Ichiyo Izawa, pianiste, Tokyo Incidents, Frontman of APPA*dropped out
- Naoki Tokuoka, chef d'orchestre et auteur-compositeur

## Référence
- (en) Cet article est partiellement ou en totalité issu de l’article de Wikipédia en anglais intitulé « Kunitachi College of Music » (voir la liste des auteurs).